# Джеймс Мейсон (актор)
Джеймс Мейсон (англ. James Mason; 15 травня 1909, Гаддерсфілд, Західний Йоркшир, Англія, Велика Британія — 27 липня 1984, Лозанна, Романд, Швейцарія), повне ім'я Джеймс Невілл Мейсон — англійський актор, сценарист і продюсер. Досягнувши успіху і світового визнання завдяки ролям в британських і американських фільмах, Мейсон протягом всієї своєї кар'єри залишався помітною фігурою в кінематографі. Він тричі номінований на «Оскар» і «Золотий глобус» (один з яких виграв), двічі на премію БАФТА, а також один раз на премію «Сатурн».

## Ранні роки
Мейсон народився в Гаддерсфілді, Вест-Йоркшир, Англія, в сім'ї Джона і Мейбл Мейсон. Його батько був багатим торговцем. Джеймс Мейсон ніколи не вчився акторській майстерності й починав грати заради власного задоволення. Він здобув освіту в коледжі Марлборо і вчився на архітектора у коледжі Пітергауз Кембриджського університету, де у вільний час брав участь у театральних постановках. Після Кембриджа він вступив в лондонський театр Олд Вік, керівниками якого тоді були Тайрон Гатрі й Олександр Корда, останній з яких дав йому 1933 року невелику роль у своєму фільмі, але через кілька днів звільнив зі знімального майданчика.

## Кар'єра
Дебют Мейсона на сцені відбувся 1931 року в театрі Royal Aldershot. Кореспондент The Daily Telegraph написав, що «Я кілька років не бачив в театрах такого великого актора з такою характерною зовнішністю лиходія і це подарунок». Він користується успіхом на сцені, відігравши сезон разом з Чарльзом Лоутоном в театрі Олд Вік і потім перейшовши в Дублінський театр. Найбільш помітною його роллю того періоду був Брут в «Юлії Цезарі», яка пізніше стала однією з його найбільш помітних ролей в кіно.
З 1935 до 1948 року Мейсон грав головні ролі в багатьох британських другосортних фільмах. Він відмовлявся служити в армії, коли почалася Друга світова війна (через це він посварився з сім'єю, в результаті чого на багато років порвав з нею стосунки). Водночас Мейсон стає дуже популярним завдяки ролям похмурих антигероїв в мелодрамах кіностудії Gainsborough Pictures, в тому числі «Людина в сірому» (1943) і «Зла леді» (1945). Джеймс також знявся разом з Деборою Керр і Робертом Ньютоном у досить успішній стрічці «Замок Броді» (1942). Він зіграв головну роль в надзвичайно популярному серед критиків фільмі «Сьома вуаль» (1945), який став рекордсменом по зборах в післявоєнній Великій Британії та зробив Мейсона всесвітньо відомим актором. Серед його персонажів кінця 40-х також можна відзначити смертельно пораненого бійця ІРА в стрічці Керрола Ріда «Вибулий з гри» (1947) і доктора Ларрі Кінаду у своєму першому голлівудському фільмі «Полонянка» (1949).
Незвичайний голос Мейсона дозволив йому дуже добре грати лиходіїв, тоді як зовнішність допомагала отримувати головні ролі. Серед його персонажів тих років були Марк Юній Брут в «Юлії Цезарі» (1953), генерал-фельдмаршал Ервін Роммель в «Лисиці пустелі» (1951) і «щурів пустелі» (1953), аморальний лакей, який опинився шпигуном в «П'яти пальцях» (1952), спився актор в першому рімейку стрічки «Зірка народилася», Капітан Немо в «20000 льє під водою» (обидва — 1954), знавіснілий від кортизону шкільний учитель в «Більше ніж життя» (1956), чемний шпигун в «До півночі через північний захід», дослідник у «Подорожі до центру Землі» «(обидва — 1959), Гумберт-Гумберт у «Лоліті» Стенлі Кубрика (1962), найманий вбивця, в «Лорді Джима» (1965), слуга вампіра Річард Стрекер в «Доля Салему» (1979) і сюрреалістичний капітан піратів в «Жовтої бороді» (1983). За одну зі своїх останніх ролей, а саме корумпованого адвоката Еда Конкеннон в «Вердикті» (1982), він отримав свою третю та останню номінацію на премію «Оскар».
Мейсон, як колись вважали, 1958 року зіграв Джеймса Бонда в телефільмі за романом Яна Флемінга «З Росії з любов'ю», але він цього не робив, тому що цей фільм ніколи не знімали. Всупереч тому, що Джеймсові було вже за 50, його кандидатуру розглядають на роль Бонда в кінокартині «Доктор Ноу», але вибір падає на Шона Коннері. Пізніше йому запропонували зіграти Г'юґо Дракса, одного з ворогів агента 007, в стрічці «Місячний перегонник», але він відмовився, і це попри його відомий принцип погоджуватися на будь-які ролі, які йому пропонували, що призвело до появи в таких фільмах, як The Yin and the Yang of Mr. Go і «Кровний зв'язок». 1975 року він зіграв власника плантації Фалконгерст в неоднозначній стрічці «Мандінго». Його останньою роботою в кіно стала головна роль в телефільмі за повістю Грема Гріна «Доктор Фішер з Женеви» (1985), де він зобразив ексцентричного багатого бізнесмена, який грає зі швейцарським вищим станом на умовах, що вони будуть отримувати дорогі подарунки, якщо будуть виконувати принижують їх прохання (наприклад, носити дитячі нагрудники за столом).
Наприкінці 1970-х Мейсон стає наставником актора Сема Нілла.
У кінці життя він виступає оповідачем для британського документального телесеріалу про фільми та життя Чарлі Чапліна «Невідомий Чаплін» (1983).

## Особисте життя
Мейсон дуже любив тварин, особливо кішок. Він і його дружина Памела Мейсон створили книгу Кішки в нашому житті, яка опублікована 1949 року. Джеймс Мейсон написав велику частину книги, а також проілюстрував її. У ній він розповідав гумористичні, а іноді й зворушливі історії про кішок і декількох собак.
Мейсон був одружений двічі: першого разку (1941–1964) був одружений з англо-американською актрисою Памелою Мейсон (уроджена Острер) (1916–1996). У них в шлюбі народилося двоє дітей. Дочка Портленд Мейсон-Швілер (1948–2004) і син Морган (який перебуває у шлюбі з Беліндою Карлайл, колишньої ведучої вокалістці й засновниці жіночого рок-н-рол-гурту The Go-Go's). Портленд Мейсон була названа на честь Портленд Гоффа, дружини американського радіокоміка Фреда Аллена (Аллени та Мейсон були друзями).
Вдруге (з 1971 року і до своєї смерті) був одружений з австралійською актрисою Кларисою Кає. У коментарі Тоуба Гупера для DVD кінострічки «Салемські вампіри» показано, що Мейсон в останні роки свого життя додавав в робочі контракти положення, за яким Кларисі гарантувалися епізодичні ролі в деяких фільмах з його участю.
Автобіографія Мейсона Перш ніж я забуду була опублікована 1981 року.

## Смерть
Мейсон помер 27 липня 1984 року у своєму будинку в Лозанні, Швейцарія, від другого інфаркту міокарда (перший серцевий напад він пережив 1959 року). Він був кремований, але тільки через 16 років його прах був похований у Корсьер-Сюр-Веве, Во, Швейцарія. Дорога навколо боліт Гаддерсфілда названа на честь Мейсона. Місце поховання його старого друга Чарлі Чапліна знаходиться за декілька кроків від його могили.
Вдова Мейсона Клариса Кає, також відома як Кає-Мейсон, померла 1994 року від раку.

## Фільмографія
- 1949: Мадам Боварі / Madame Bovary — Гюстав Флобер
- 1953: Три історії кохання / The Story of Three Loves — Чарльз Кутрей
- 1953: Юлій Цезар / Julius Caesar — Брут
- 1953: Серце виказало (мультфільм) / The Tell-Tale Heart — оповідач за кадром
- 1954: 20 000 льє під водою / 20,000 Leagues Under the Sea — Капітан Немо
- 1959: На північ через північний захід / North by Northwest — Філіп Ванда
- 1959: Подорож до центру Землі / Journey to the Center of the Earth — сер Олівер Лінденбрук
- 1962: Лоліта / Lolita — Гумберт-Гумберт
- 1964: Падіння Римської імперії / The Fall Of The Roman Empire — Тимонід
- 1965: Чингісхан / Genghis Khan — Кам Лінг
- 1966: Блакитний Макс / The Blue Max — генерал граф фон Клюґерман
- 1968: Маєрлінг / Mayerling — імператор Франц Йосиф I
- 1971: Річка негідників / El hombre de Río Malo — Монтеро
- 1973: Людина Макінтоша / The MacKintosh Man — сер Джордж Вілер
- 1976: Подорож проклятих / Voyage of the Damned — доктор Хуан Ремос
- 1978: Хлопці з Бразилії / The Boys from Brazil — Едуард Сейберт
- 1979: Перехід / The Passage — професор Джон Бергсон
- 1979: Доля Салему (мінісеріал) / Salem's Lot — Річард Стрейкер
- 1982: Зло під сонцем / Evil Under the Sun — Оделл Гарднер
- 1982: Айвенго / Ivanhoe — Ісаак з Йорка
- 1982: Вердикт / The Verdict —  Ед Конкенон